# Гридинская (Калининский сельсовет)
Гридинская — деревня в Тотемском районе Вологодской области.
Входит в состав Калининского сельского поселения, с точки зрения административно-территориального деления — в Калининский сельсовет.
Расположена на левом берегу реки Царева. Расстояние по автодороге до районного центра Тотьмы — 23 км, до центра муниципального образования посёлка Царева — 2 км. Ближайшие населённые пункты — Калининское, Конюховская, Царева.
По переписи 2002 года население — 7 человек.